# Jan Wilmsonn Kymmell
Jan Wilmsonn Kymmell (Havelte, 13 april 1761 - Roden, 23 september 1823) was een Nederlandse schulte, schout, maire en burgemeester van de Drentse plaats Roden.

## Leven en werk
Kymmell was een zoon van de landschrijver van Drenthe Jan Kymmell en Johanna Oldenhuis. Hij werd geboren in het huis Overcinge in Havelte. Na zijn studie rechten promoveerde hij in 1782 aan de universiteit van Groningen. In 1791 werd hij schulte van Roden. Vanwege zijn oranjegezindheid werd hij in 1795 niet herkozen. In 1810 werd hij toch weer benoemd tot schulte vanwege het wangedrag van zijn voorganger. Hij vervulde deze functie, die in de jaren erna ook schout, maire en burgemeester werd genoemd, tot zijn overlijden in 1823.
Kymmel was in 1818, door vererving van zijn tante Gesina Ellents-Oldenhuis, in het bezit gekomen van de havezate Mensinge in Roden. Ook daarvoor trad hij al op als beheerder voor zijn tante en woonde hij met zijn gezin op Mensinge, dat tevens fungeerde als gemeentehuis van Roden.
Kymmel trouwde op 8 januari 1795 te Gieten met Alida Gezina Willinge, dochter van de predikant aldaar Berend Tjassens Willinge en Gezina Nijsingh. Uit dit huwelijk werden vier zonen geboren. Hun oudste zoon Coenraad Wolter Ellents Kymmell volgde zijn vader in 1823 op als burgemeester van Roden. Hij was in 1819, voordat hij zijn studie rechten had afgerond, benoemd tot secretaris van Roden.